# Trachysphyrus desantis
Trachysphyrus desantis är en stekelart som beskrevs av Porter 1967. Trachysphyrus desantis ingår i släktet Trachysphyrus och familjen brokparasitsteklar. Inga underarter finns listade i Catalogue of Life.